# Терешкова, Валентина Владимировна
Валенти́на Влади́мировна Терешко́ва (род. 6 марта 1937, деревня Большое Масленниково, Тутаевский район, Ярославская область, РСФСР, СССР) — лётчик-космонавт СССР, первая в мире женщина-космонавт (1963), Герой Советского Союза (1963), генерал-лейтенант (2025). Полный кавалер ордена «За заслуги перед Отечеством».
Депутат Верховного Совета СССР VII—XI созывов (1966—1989), член Президиума Верховного Совета СССР (1974—1989). Глава Комитета советских женщин (1968—1987) и Союза советских обществ дружбы и культурной связи с зарубежными странами (1987—1992).
Российский политик, депутат Государственной думы Российской Федерации, член Высшего совета партии «Единая Россия». В марте 2020 года предложила поправку к Конституции РФ, которая позволила действующему президенту России Владимиру Путину ещё дважды претендовать на пост президента.
Из-за поддержки вторжения России на Украину находится под международными санкциями стран Евросоюза, США и ряда других стран.

## Детство и юность
Валентина Терешкова родилась в деревне Большое Масленниково близ города Тутаева Ярославской области 6 марта 1937 года в крестьянской семье выходцев из Беларуси. Отец — Терешков Владимир Аксёнович (1912—1940), родом из деревни Выйлово Белыничского района Могилёвской области, тракторист. Был призван в Красную армию в 1939 году, погиб на советско-финской войне. Мать — Терешкова (урождённая Круглова) Елена Фёдоровна (1913—1987), из деревни Еремеевщина Дубровенского района Витебской области, работница текстильной фабрики. В семье также были старшая сестра Людмила и младший брат Владимир.
В 1945 году поступила в среднюю школу № 32 города Ярославля (школа ныне носит её имя). Обладая музыкальным слухом, в свободное время училась играть на домре. Окончила семь классов в 1953 году.
Чтобы помочь семье, в 1954 году Валентина пошла работать на Ярославский шинный завод браслетчицей в сборочно-вулканизационном цехе на подготовительной операции, где управляла диагонально-резательной машиной. Одновременно в 1954—1955 годах училась в 8—9 вечерних классах школы рабочей молодёжи № 10 г. Ярославля.
С апреля 1955 года работала ровничницей в ленторовничном цехе Ярославского комбината технических тканей «Красный Перекоп» (на комбинате также трудились её мама и старшая сестра). С 1955 по 1960 год прошла обучение в Ярославском заочном техникуме лёгкой промышленности по специальности техника-технолога по хлопкопрядению. В 1957 году вступила в ВЛКСМ. С 11 августа 1960 года по март 1962 года — освобождённый секретарь комитета ВЛКСМ комбината «Красный Перекоп». Играла на домре в оркестре народных инструментов дома культуры комбината.
С 1959 года занималась парашютным спортом в Ярославском аэроклубе (выполнила 90 прыжков).

## В отряде космонавтов

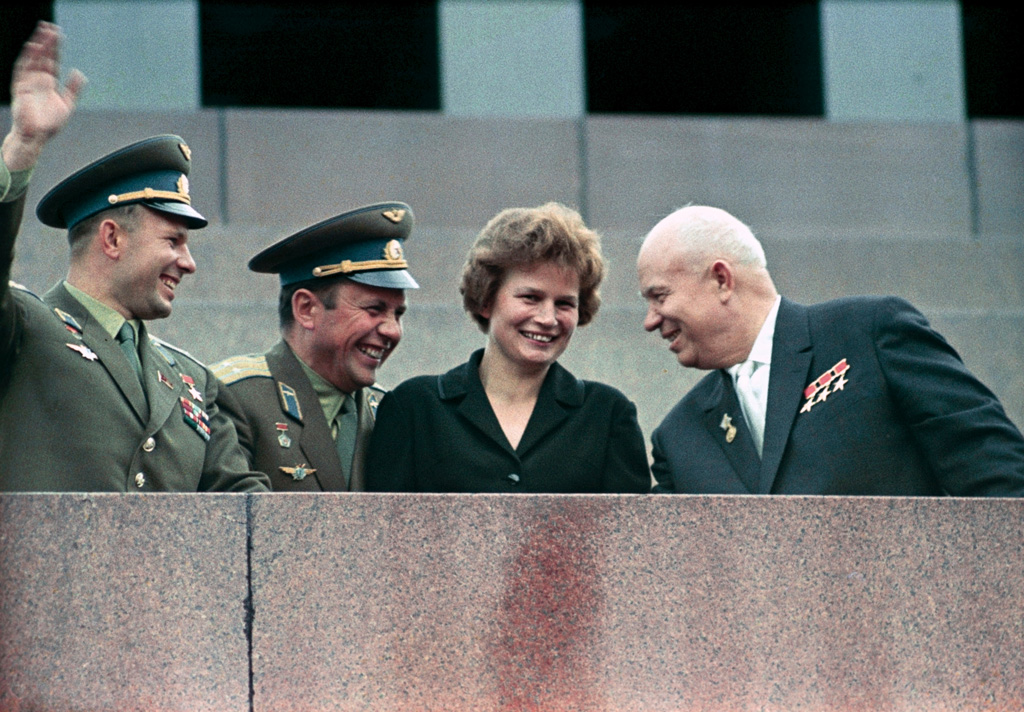
На трибуне Мавзолея 22 июня 1963 года

В августе 1961 года, вскоре после выполнения в СССР первых успешных полётов в космос, руководитель подготовки советских космонавтов Н. П. Каманин выступил с идеей послать в космос женщину. Главный конструктор ракетно-космических систем С. П. Королёв отнёсся к предложению холодно. 23 декабря 1961 года Президиум ЦК КПСС одобрил эту идею и своим решением № 10/XIX от 30 декабря разрешил набрать 60 слушателей-космонавтов (в том числе 5 человек в женскую группу космонавтов).
В начале 1962 года приступили к поиску претенденток по следующим критериям: парашютистка, возрастом до 30 лет, ростом до 170 см и весом до 70 кг. Из сотен кандидатур были выбраны пять в женскую группу космонавтов ВВС: Жанна Ёркина, Татьяна Кузнецова, Валентина Пономарёва, Ирина Соловьёва и Валентина Терешкова.
Сразу после принятия в отряд космонавтов Терешкову вместе с остальными девушками призвали на срочную военную службу в звании рядовых.

### Подготовка
В отряд космонавтов Терешкова была зачислена 12 марта 1962 года и стала проходить обучение как слушатель-космонавт 2-го отряда. 29 ноября 1962 года сдала выпускные экзамены по ОКП на «отлично». С 1 декабря 1962 года Терешкова — космонавт 1-го отряда 1-го отдела. С 16 июня 1963 года, то есть сразу после полёта, она стала инструктором-космонавтом 1-го отряда и была на этой должности до 14 марта 1966 года.
Во время обучения проходила тренировки на устойчивость организма к факторам космического полёта. Тренировки включали в себя термокамеру, где надо было находиться в лётном комбинезоне при температуре +70 °C и влажности 30 %, сурдокамеру — изолированное от звуков помещение, где каждая кандидатка должна была провести 10 суток.
Тренировки в невесомости проходили на МиГ-15. При выполнении параболической горки внутри самолёта устанавливалась невесомость на 40 секунд, и таких сеансов было 3—4 за полёт. Во время каждого сеанса надо было выполнить очередное задание: написать имя и фамилию, попробовать поесть, поговорить по рации.
Особое внимание уделялось парашютной подготовке, так как космонавт перед самой посадкой катапультировался и приземлялся отдельно на парашюте. Поскольку всегда существовал риск приводнения спускаемого аппарата, проводились и тренировки по парашютным прыжкам в море, в технологическом, то есть не пригнанном по размеру, скафандре.

### Избрание
Первоначально предполагался одновременный полёт двух женских экипажей, однако в марте 1963 года от этого плана отказались, и стала задача выбора одной из пяти кандидатур.
При выборе Терешковой на роль первой женщины-космонавта, кроме успешного прохождения подготовки, учитывались и политические моменты: Терешкова была из рабочих, тогда как, например, Пономарёва и Соловьёва — из служащих. Кроме того, отец Терешковой, Владимир, погиб во время советско-финской войны, когда ей было два года. Уже после полёта, когда Терешкову спросили, чем Советский Союз может отблагодарить за её службу, она попросила найти место гибели её отца.
Далеко не последним критерием выбора была способность кандидатки вести активную общественную деятельность:

В первый полет можно было послать и Соловьеву, и Пономареву. Я уверен, что полет они выполнили бы не хуже, а даже лучше Терешковой, но после полета их можно было бы использовать только как космонавтов. <…> Терешкова может и должна быть не просто первой женщиной-космонавтом. <…> Из Терешковой необходимо сделать большого общественного деятеля, она с честью и блеском будет представлять Советский Союз на любом международном форуме. Через 2-3 года она с успехом может заменить таких наших женщин, как Попова, Фурцева, Миронова и многие другие. <…> Короче говоря, неразумно было бы не использовать широко и всесторонне тот огромный авторитет, который приобрела Терешкова в результате своего полета в космос. Я убежден, что наша «Чайка» еще долго полетает над миром, прославляя нашу партию, идеи Ленина, коммунизм и привлекая на нашу сторону миллионные массы людей, и особенно женщин. — Николай Каманин
Другие кандидаты, при не худшей подготовке (по результатам медицинского обследования и теоретической подготовленности женщин-кандидатов в космонавты Терешкова была определена на последнее место), заметно уступали Терешковой в нужных для такой общественной деятельности качествах.
На момент назначения Терешковой пилотом «Востока-6» она была на 10 лет младше, чем Гордон Купер — самый молодой из первого отряда американских астронавтов.

### Полёт на «Востоке-6»

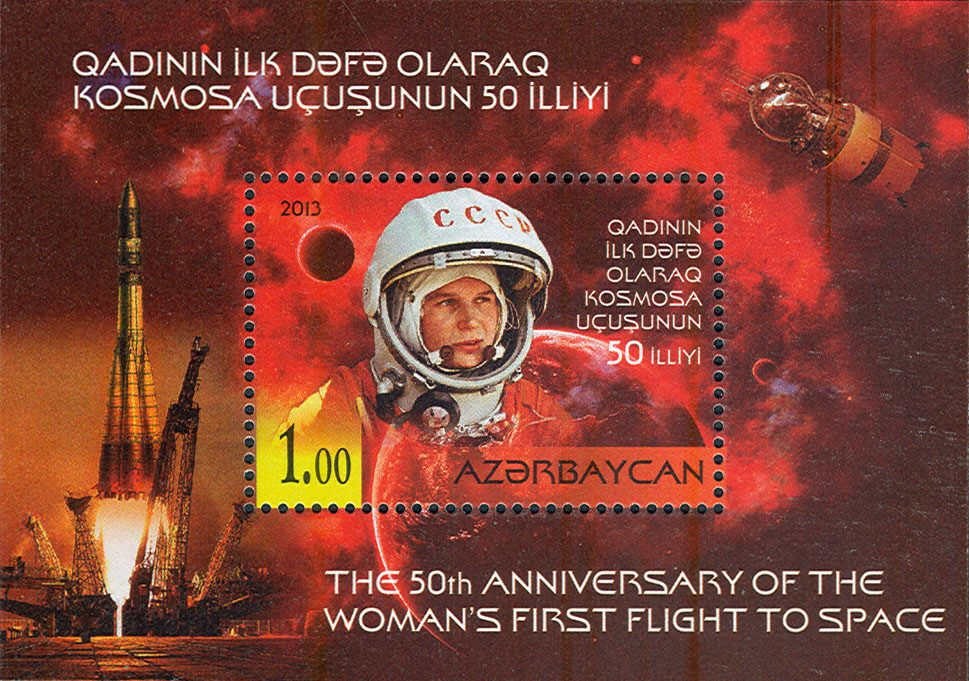
Почтовый блок Азербайджана, посвящённый 50-летию первого полёта женщины в космос

Свой космический полёт 26-летняя Терешкова совершила в воскресенье 16 июня 1963 года на космическом корабле «Восток-6» в 09:29 утра, он продолжался почти трое суток, приземление — в среду, 19 июня в Алтайском крае в 06:28. Всего Терешкова совершила 49 витков вокруг Земли. 17 июня Терешкова сфотографировала горизонт Земли. Одновременно на орбите находился космический корабль «Восток-5», пилотируемый космонавтом Валерием Быковским, стартовавшим 14 июня. В день своего полёта в космос Терешкова сказала родным, что уезжает на соревнования парашютистов, о полёте они узнали из новостей по радио. Генерал-лейтенант Николай Каманин, занимавшийся отбором и подготовкой космонавтов, так описал старт Терешковой:

Подготовка ракеты, корабля и все операции обслуживания прошли исключительно чётко. По чёткости и слаженности работы всех служб и систем старт Терешковой напомнил мне старт Гагарина. Как и 12 апреля 1961 года, 16 июня 1963 года полёт готовился и начался отлично. Все, кто видел Терешкову во время подготовки старта и вывода корабля на орбиту, кто слушал её доклады по радио, единодушно заявили: «Она провела старт лучше Поповича и Николаева». Да, я очень рад, что не ошибся в выборе первой женщины-космонавта.

Позывной Терешковой на время полёта — «Чайка». Фраза, которую она произнесла перед стартом: «Эй! Небо! Сними шляпу!», представляла собой цитату из поэмы В. Маяковского «Облако в штанах». Во время полёта Николай Каманин писал:

С Терешковой разговаривал несколько раз. Чувствуется, что она устала, но не хочет признаться в этом. В последнем сеансе связи она не отвечала на вызовы ленинградского ИПа. Мы включили телевизионную камеру и увидели, что она спит. Пришлось её разбудить и поговорить с ней и о предстоящей посадке, и о ручной ориентации. Она дважды пыталась сориентировать корабль и честно призналась, что ориентация по тангажу у неё не получается. Это обстоятельство всех нас очень беспокоит: если придется садиться вручную, а она не сможет сориентировать корабль, то он не сойдёт с орбиты. На наши сомнения она ответила: «Не беспокойтесь, я всё сделаю утром». Связь она ведёт отлично, соображает хорошо и пока не допустила ни единой ошибки.

В 2007 году в интервью по случаю юбилея Терешкова заявила, что выдававшиеся команды были инвертированы направлению движения управления в ручном режиме (корабль поворачивался не в ту сторону, что при отработке на тренажёре). По утверждению Терешковой, проблема была в неправильном монтаже проводов управления: давались команды не на снижение, а на подъём орбиты корабля. В автоматическом же режиме полярность была правильная, что дало возможность штатно сориентировать и посадить корабль. А молчала Терешкова об этом случае более сорока лет, поскольку С. П. Королёв, якобы, попросил её никому об этом не рассказывать.
По мнению доктора медицинских наук, профессора В. И. Яздовского, отвечавшего в тот период за медицинское обеспечение советской космической программы, женщины хуже переносят экстремальные нагрузки космического полёта на 14—18-е сутки менструального цикла. Так как старт носителя, выводившего Терешкову на орбиту, был задержан на сутки, а также, очевидно, из-за сильной психоэмоциональной нагрузки при выведении корабля на орбиту, предусмотренный медиками режим полёта выдержать не удалось. Также Яздовский отмечал, что «Терешкова, по данным телеметрии и телевизионного контроля, перенесла полёт в основном удовлетворительно. Переговоры с наземными станциями связи велись вяло. Она резко ограничивала свои движения. Сидела почти неподвижно. У неё явно отмечались сдвиги в состоянии здоровья вегетативного характера».
Терешкова выдержала 48 оборотов вокруг Земли и провела почти трое суток в космосе, где вела бортовой журнал и делала фотографии горизонта, которые позже были использованы для обнаружения аэрозольных слоёв в атмосфере. Спускаемый аппарат «Востока-6» благополучно приземлился в Баевском районе Алтайского края. Сразу после посадки, несмотря на медицинские наставления, Терешкова поела местных продуктов после трёх суток дискомфорта.
Статистика
| # | Стартовый корабль | Старт, UTC        | Экспедиция | Корабль посадки | Посадка, UTC      | Налёт                      | Выходы в открытый космос | Время в открытом космосе |
| - | ----------------- | ----------------- | ---------- | --------------- | ----------------- | -------------------------- | ------------------------ | ------------------------ |
| 1 | Восток-6          | 16.06.1963, 09:29 | Восток-6   | Восток-6        | 19.06.1963, 08:20 | 02 суток 22 часа 51 минута | 0                        | 0                        |

Терешкова — лётчик-космонавт СССР № 6 (позывной — «Чайка»), 10-й космонавт мира; единственная в мире женщина, совершившая космический полёт в одиночку. До полёта Б. Егорова была самой молодой (по дате рождения) из слетавших в космос.
Следующий полёт женщины в космос, Светланы Савицкой, состоялся через 19 лет, в августе 1982 года.

### Служба в отряде после полёта

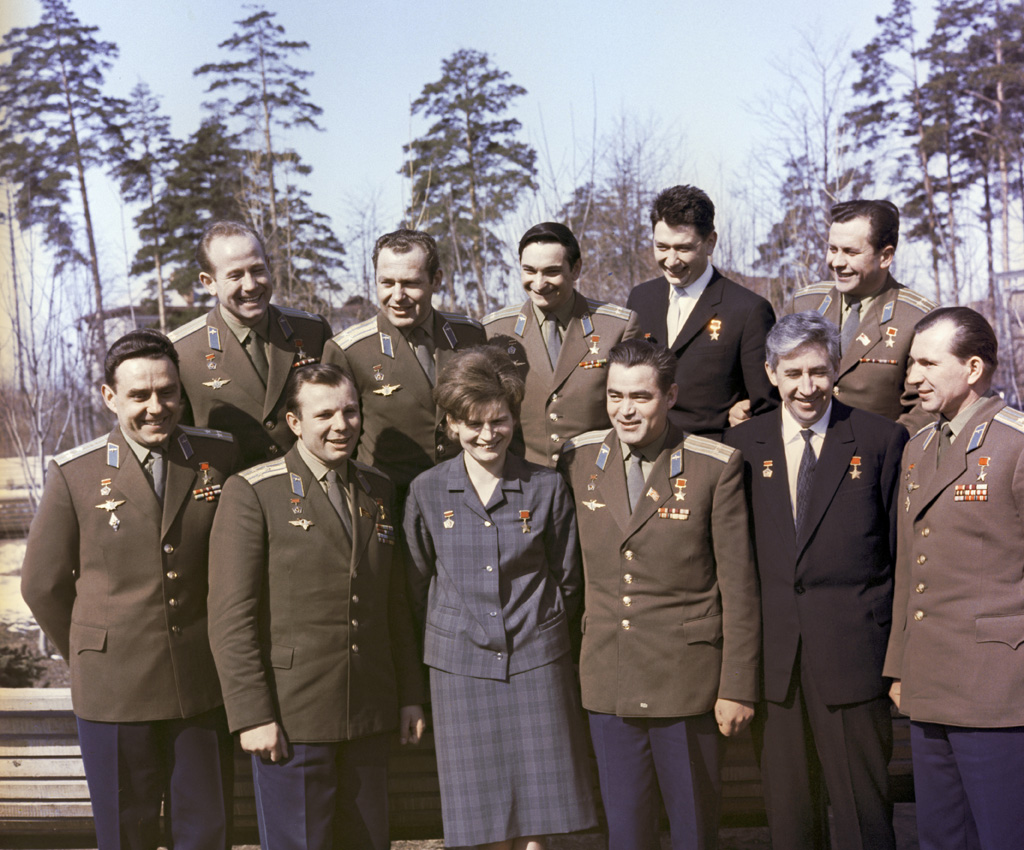
Звёздный городок, отряд космонавтов, 1965 год

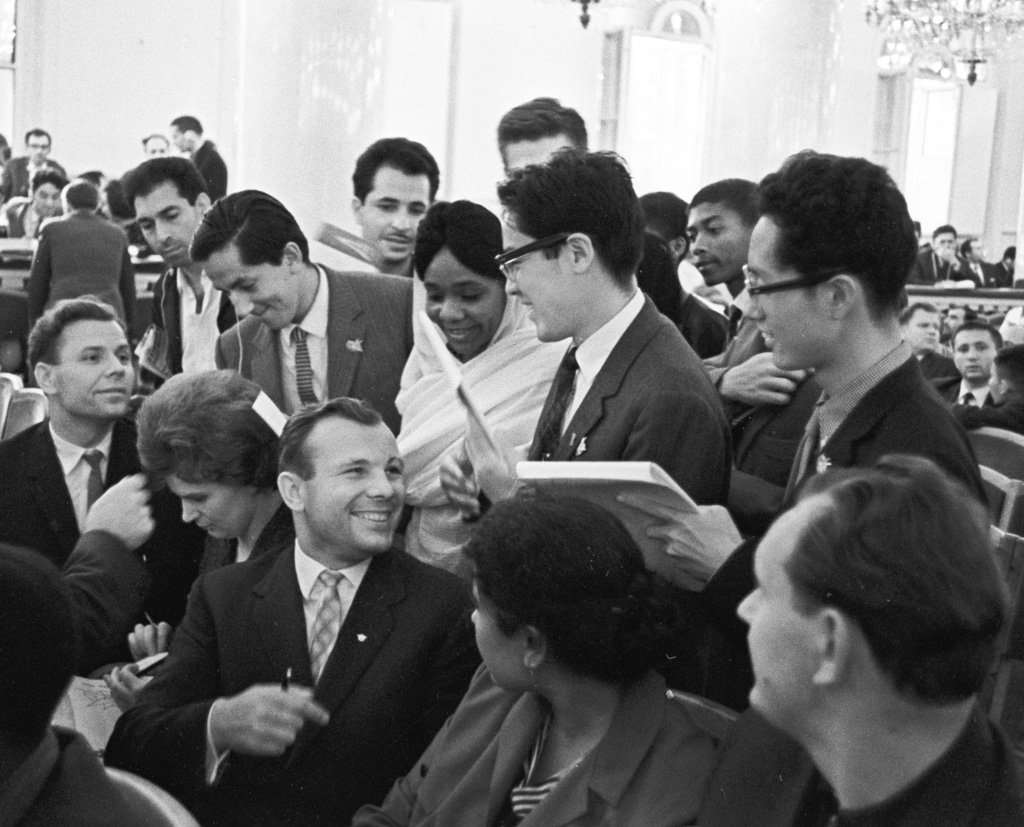
Терешкова и Гагарин на Всемирном форуме солидарности молодёжи и студентов в борьбе за национальную независимость. Москва, сентябрь 1964 года.

После полёта Терешкова занималась общественной работой, в том числе и за рубежом.
С 30 апреля 1969 года по 28 апреля 1997 года — инструктор-космонавт отряда космонавтов 1-го отдела 1-го управления группы орбитальных кораблей и станций, инструктор-космонавт-испытатель группы орбитальных пилотируемых комплексов общего и специального назначения, 1-й группы отряда космонавтов.
Терешкова осталась в отряде и в 1982 году даже могла быть назначена командиром женского экипажа КК «Союз». 30 апреля 1997 года Терешкова покинула отряд последней из женского набора 1962 года в связи с достижением предельного возраста.
С 1997 года — старший научный сотрудник Центра подготовки космонавтов.
После выполнения космического полёта Терешкова поступила в Военно-воздушную инженерную академию им. Н. Е. Жуковского и, окончив её с отличием, позднее стала кандидатом технических наук, профессором, автором более 50 научных работ. Терешкова была готова к полёту на Марс в одну сторону.

## Общественно-политическая деятельность

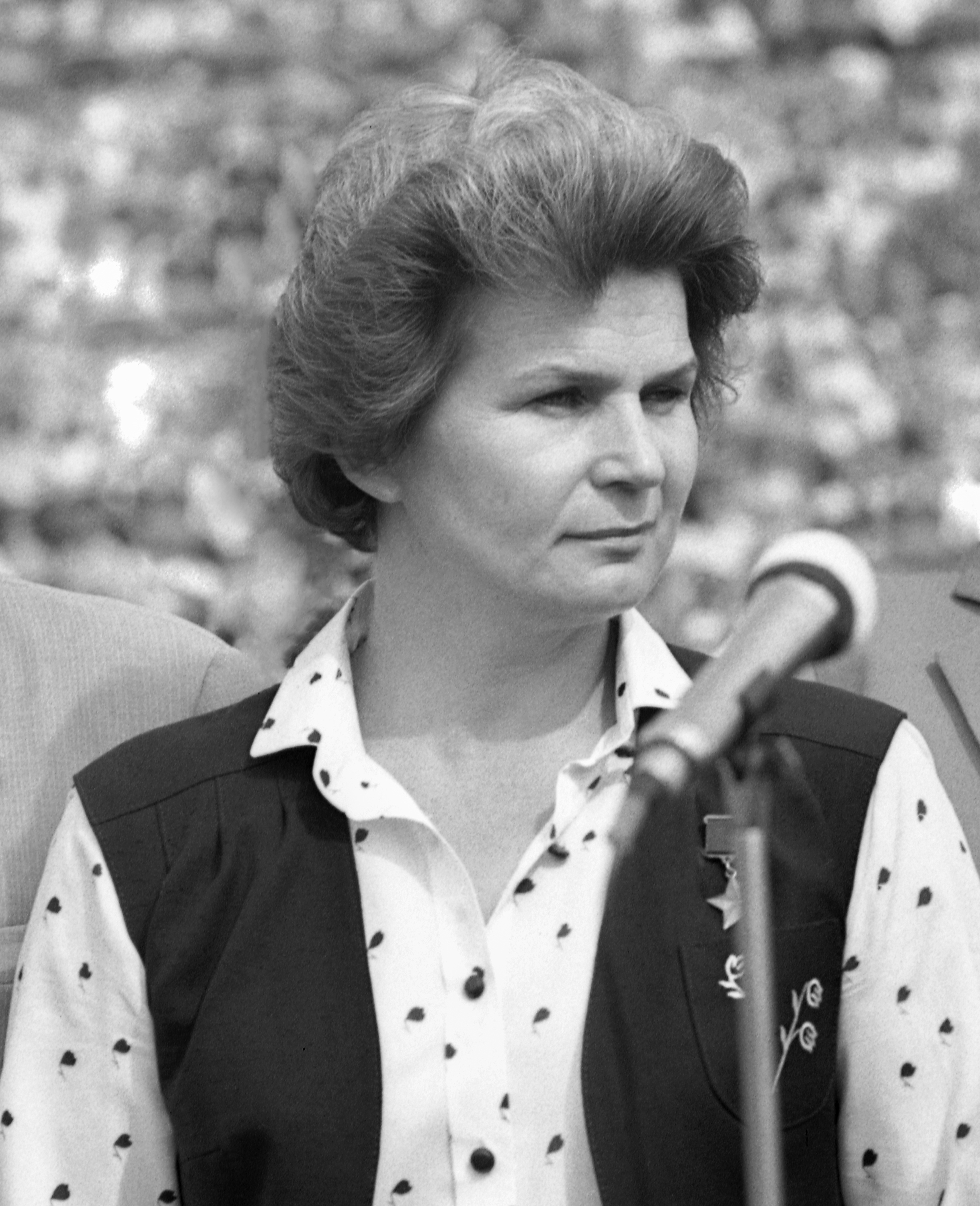
1980-е годы

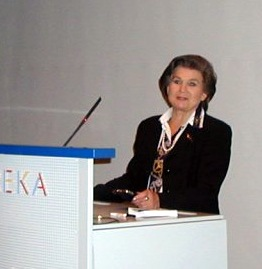
Валентина Терешкова во время визита в Финляндию. 2002 год

C марта 1962 года — член КПСС. В 1966—1989 годы — депутат Верховного Совета СССР VII—XI созывов. В 1968—1987 годах возглавляла Комитет советских женщин. В 1969 — вице-президент Международной демократической федерации женщин, член Всемирного совета мира. В 1971—1990 годах — член ЦК КПСС. Делегат XXIV, XXV, XXVI и XXVII съездов КПСС. В 1974—1989 годы — депутат и член Президиума Верховного Совета СССР. В 1987—1992 годах председатель Президиума Союза советских обществ дружбы и культурной связи с зарубежными странами (ССОД). В 1989—1992 годы — народный депутат от ССОД и общества «Родина».
22 января 1969 года находилась в автомобиле, обстрелянном офицером Виктором Ильиным в ходе покушения на Брежнева.
В 1992 году — председатель президиума Российской ассоциации международного сотрудничества. В 1992—1995 годах — первый заместитель председателя Российского агентства международного сотрудничества и развития. В 1994—2004 годах — руководитель Российского центра международного научного и культурного сотрудничества.
14 сентября 2003 года на II съезде Российской партии жизни была выдвинута кандидатом в депутаты на выборах в Государственную думу 4-го созыва по федеральному партийному списку под номером 3, но партийный блок не преодолел избирательный барьер.
В 2008—2011 годах — депутат Ярославской областной думы от партии «Единая Россия», заместитель председателя.
5 апреля 2008 года была факелоносцем российского этапа эстафеты огня пекинской Олимпиады в Санкт-Петербурге.
В 2011 году избрана депутатом Государственной думы России от партии «Единая Россия» по ярославскому региональному списку. Терешкова вместе с Еленой Мизулиной, Ириной Яровой и Андреем Скочем входила в межфракционную депутатскую группу по защите христианских ценностей; в этом качестве она поддерживала внесение изменений в Конституцию России, согласно которым, «православие является основой национальной и культурной самобытности России». Заместитель председателя комитета Госдумы по федеративному устройству и вопросам местного самоуправления с 21 декабря 2011 года.
Возглавляла список партии на выборах в Ярославскую областную думу в 2013 году.
7 февраля 2014 года на церемонии открытия зимних Олимпийских игр 2014 в Сочи в числе восьми избранных персон России несла Олимпийский флаг.
При содействии и участии Терешковой в Ярославле открыт университет, построены новое здание техникума лёгкой промышленности, речной вокзал, планетарий, благоустроена набережная Волги. В течение всей жизни оказывает помощь родной школе и Ярославскому детскому дому.
На парламентских выборах 18 сентября 2016 года заняла второе место в региональной группе «Единой России», включающей в себя Ярославскую, Ивановскую, Костромскую и Тверскую области, и стала депутатом Государственной думы.
В 2016 году выступала за переименование города Тутаева в Романов-Борисоглебск.
В 2018 году выступила за переименование столицы Казахстана, города Астана в Нур-Султан, в честь первого президента Казахстана Нурсултана Назарбаева.
Входит в состав Общественного совета при Следственном комитете Российской Федерации.

## Благотворительность
С 2015 года — президент некоммерческого благотворительного фонда «Память поколений».

## Законотворческая деятельность
С 2011 по 2019 год, в течение исполнения полномочий депутата Государственной Думы VI и VII созывов, выступила соавтором 21 законодательной инициативы и поправки к проектам федеральных законов.
В 2018 году проголосовала за повышение пенсионного возраста, вызвавшее негативную реакцию россиян.
10 марта 2020 года при обсуждении в Госдуме поправок к Конституции России предложила убрать ограничения по числу президентских сроков (либо полностью, либо не учитывать — «обнулить» — прежние сроки действующего президента). Это предложение в его втором варианте было принято Госдумой. После выступления Терешковой прошли протестные пикеты политических активистов, появились оскорбительные комментарии, упрёки в беспринципности (она же восхваляла Конституцию СССР 1977 года и лично Л. И. Брежнева), председатель Думы В. В. Володин приравнял атаки на Терешкову (по значимости) к атакам на страну в целом, а Росреестр засекретил данные о недвижимости Терешковой. Группа учёных, юристов и журналистов выступила против идеи «обнуления», были созданы петиции о лишении первой женщины-космонавта званий почётного гражданина ряда городов и переименовании названных в её честь улиц, в том числе в новосибирском Академгородке. Сама автор поправки, отвечая критикам, обвинила их в отсутствии любви к России и стремлении делать гадости, а также сказала, что получает благодарности от граждан за свою инициативу.

## Санкции
21 июня 2018 года Терешкова включена в санкционный список Украины так как «она поддерживала и реализовывала действия и политику, которые подрывают территориальную целостность, суверенитет и независимость Украины и ещё больше дестабилизируют Украину».
В 2022 году, после вторжения России на Украину, Терешкова была внесена ФБК в сокращенный ТОП-200 списка коррупционеров и разжигателей войны, с предложением введения против неё международных санкций.
16 декабря 2022 года внесена в санкционный список Евросоюза за поддержку и реализации политики, подрывающую территориальную целостность, суверенитет и независимость Украины так как «она проголосовала за незаконную аннексию Донецкой, Луганской, Херсонской и Запорожской областей и их включение в состав Российской Федерации».
Ранее, 30 сентября 2022 года попала в санкционный список США в ответ на «фиктивные референдумы» и «аннексию территорий Украины российскими оккупационными силами». Государственный департамент отмечает что депутаты единогласно приняли закон о фейках, а некоторые депутаты сыграли ключевую роль в распространении российской дезинформации о войне.
23 февраля 2023 года включена в санкционный список Канады «соратников режима», так как она «голосовала за законодательство связанное с вторжением и попыткой аннексии четырёх регионов Украины».
По аналогичным основаниям находится под санкциями Швейцарии и Новой Зеландии.

## Личная жизнь

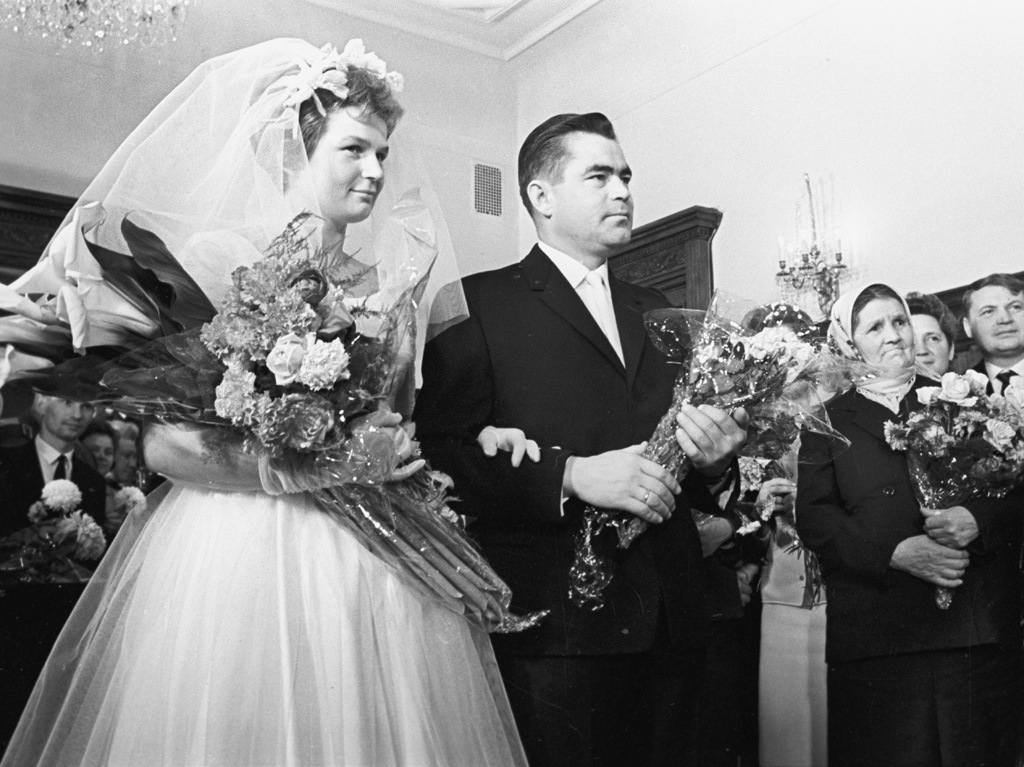
Торжественная церемония бракосочетания лётчиков-космонавтов Валентины Терешковой и Андрияна Николаева. Москва, 3 ноября 1963

Первый муж (1963—1982) — Андриян Николаев (1929—2004) — 3-й советский космонавт, свадьба состоялась в правительственном особняке на Ленинских горах 3 ноября 1963 года, среди гостей был Н. С. Хрущёв. До развода Терешкова носила двойную фамилию Николаева-Терешкова. Брак был официально расторгнут в 1982 году, после совершеннолетия дочери Елены. О причинах развода Терешкова заявила: «В работе — золото, дома — деспот». Дочь — Елена Терешкова (род. 8 июня 1964) — первый в мире ребёнок, мать и отец которого были космонавтами. Учредитель и руководитель нескольких компаний, связанных с производством лекарственных препаратов и материалов, применяемых в медицинских целях. Первый муж — лётчик Игорь Алексеевич Майоров. Второй муж — лётчик Андрей Юрьевич Родионов. В 2013 году Елена Терешкова — хирург-ортопед, работала в ЦИТО.
Второй муж — Юлий Шапошников (1931—1999) — генерал-майор медицинской службы, директор Центрального института травматологии и ортопедии (ЦИТО) (1985—1998).
После возвращения из космоса Терешкова получила трёхкомнатную квартиру в Ярославле на Голубятной улице (ныне улица Терешковой), куда переехала с матерью, тётей и её дочкой.
В 2004 году перенесла сложную операцию на сердце, предотвратившую инфаркт.
В 2012 году своё 75-летие торжественно отметила в Ярославле.

## Награды и звания

### Квалификация
С 16 июня 1963 года — космонавт III класса.
С 1977 года — кандидат технических наук, профессор.

### Спортивные достижения
- 1-й разряд по парашютному спорту.
- 19 июня 1963 года — заслуженный мастер спорта СССР[63].

### Воинские звания
- 15 декабря 1962 — младший лейтенант[64].
- 16 июня 1963 — лейтенант[64].
- 16 июня 1963 — капитан.
- 9 января 1965 — майор.
- 14 октября 1967 — подполковник[64].
- 30 апреля 1970 — инженер-полковник, с 1971 года[источник?] полковник-инженер.
- 1995 — генерал-майор[63].
- 2025 — генерал-лейтенант[2].
- С 30 апреля 1997 года в отставке[65].

Валентина Терешкова — первая в истории российской армии женщина-генерал.

### Награды СССР и России

Памятник Валентине Терешковой на аллее Космонавтов в Москве

- Герой Советского Союза (Указ Президиума Верховного Совета СССР от 22 июня 1963 года, Орден Ленина и Медаль «Золотая Звезда») — за осуществление длительного полёта в космосе на корабле-спутнике «Восток-6»[66];
- Орден «За заслуги перед Отечеством» I степени (1 марта 2017) — за выдающийся вклад в укрепление российской государственности, развитие парламентаризма и активную законотворческую деятельность[67];
- Орден «За заслуги перед Отечеством» II степени (6 марта 2007) — за выдающийся вклад в развитие отечественной космонавтики[68][69];
- Орден «За заслуги перед Отечеством» III степени (6 марта 1997) — за заслуги перед государством и большой личный вклад в развитие отечественной космонавтики[70];
- Орден «За заслуги перед Отечеством» IV степени (21 февраля 2022) — за большой вклад в развитие парламентаризма, активную законотворческую деятельность и многолетнюю добросовестную работу[71];
- Орден Гагарина (16 июня 2023) — за выдающиеся заслуги в освоении космического пространства, мужество и самоотверженность, проявленные в ходе осуществления исторического пилотируемого полёта в космос, активную общественную и международную деятельность[72]
- Орден Александра Невского (12 июня 2013) — за большой вклад в развитие российского парламентаризма и активную законотворческую деятельность[73];
- Орден Почёта (10 июня 2003) — за большой вклад в развитие и укрепление международных научных, культурных и общественных связей[74];

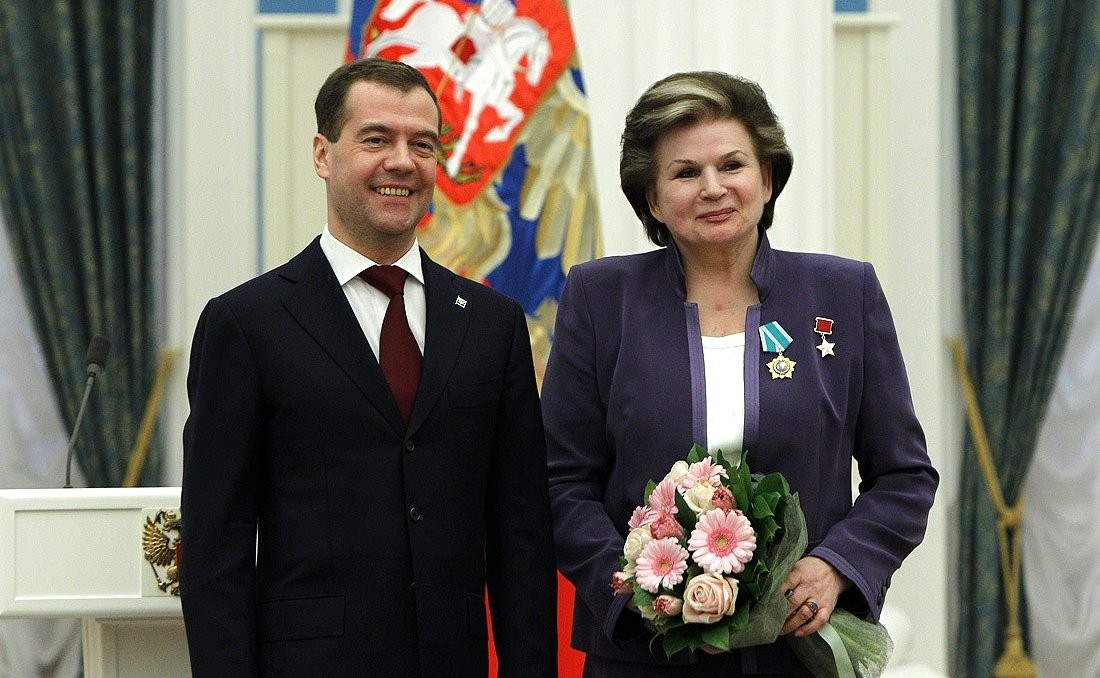
Дмитрий Медведев награждает Валентину Терешкову Орденом Дружбы. 12 апреля 2011 года

- Орден Дружбы (12 апреля 2011) — за большой вклад в развитие отечественной пилотируемой космонавтики и многолетнюю плодотворную общественную деятельность[75];
- Орден Ленина (6 мая 1981) — за успешную деятельность по развитию и укреплению связей с прогрессивной общественностью и миролюбивыми силами зарубежных стран (второй);
- Орден Октябрьской Революции (1 декабря 1971);
- Орден Трудового Красного Знамени (5 марта 1987) — за многолетнюю активную и плодотворную общественную деятельность[76];
- медали;
- Лётчик-космонавт СССР (22 июня 1963) — за осуществление длительного полёта в космосе на корабле-спутнике «Восток-6»[77];
- Государственная премия Российской Федерации за выдающиеся достижения в области гуманитарной деятельности 2008 года (4 июня 2009)[78];
- Медаль Столыпина П. А. II степени (Правительство Российской Федерации, 16 декабря 2019) — за заслуги в законотворческой деятельности, направленной на решение стратегических задач социально-экономического развития страны[79][80];
- Премия Правительства Российской Федерации имени Ю. А. Гагарина в области космической деятельности (13 декабря 2011) — за развитие отечественной пилотируемой космонавтики, личное участие в осуществлении первых пилотируемых полётов, развитие международного сотрудничества в области космической деятельности, популяризацию достижений отечественной космонавтики.

 Награды субъектов Российской Федерации:
- Медаль «За труды во благо земли Ярославской» I степени (7 сентября 2010) — за большой личный вклад в развитие Ярославской области, способствующий её экономическому, социальному и культурному благополучию, и в связи с празднованием 1000-летия со дня основания города Ярославля[81][82];
- Орден Почёта Кузбасса (1 марта 2012) — за выдающийся вклад в развитие отечественной космонавтики, многолетнюю плодотворную общественную деятельность, активную гражданскую позицию[83];
- Знак «За заслуги перед Московской областью» I степени (21 февраля 2017) — за большой вклад в военно-патриотическое воспитание молодёжи и активную общественную деятельность[84].
- Медаль «В ознаменование 10-летия возвращения Севастополя в Россию» (10 июня 2024) — за личный вклад в возвращение города Севастополя в Россию
- Премия города Москвы «Легенда века» (11 июня 2003) — за выдающиеся заслуги в развитии космонавтики, большой личный вклад в укрепление дружбы и сотрудничества между народами[85]

 Поощрения Президента и Правительства Российской Федерации:
- Почётная грамота Президента Российской Федерации (3 марта 2012) — за заслуги перед государством и активную общественную деятельность[86];
- Благодарность Президента Российской Федерации (2 марта 2000) — за большой вклад в становление и развитие отечественной и мировой космонавтики[87];
- Благодарность Президента Российской Федерации (9 апреля 1996) — за большой личный вклад в развитие отечественной космонавтики[88];
- Почётная грамота Правительства Российской Федерации (16 июня 2008) — за многолетнюю плодотворную государственную и общественную деятельность, большой личный вклад в развитие пилотируемой космонавтики и в связи с 45-летием осуществления космического полёта [89];
- Почётная грамота Правительства Российской Федерации (12 июня 2003) — за большой личный вклад в развитие пилотируемой космонавтики [90];
- Почётная грамота Правительства Российской Федерации (3 марта 1997) — за заслуги в развитии космонавтики, укреплении международных научных и культурных связей и многолетний добросовестный труд [91];
- Благодарность Правительства Российской Федерации (6 марта 2002) — за многолетнюю плодотворную государственную и общественную деятельность[92].

 Ведомственные награды Российской Федерации:
- Медаль «Участнику военной операции в Сирии» (Министерство обороны Российской Федерации, 2016)[93];
- Медаль «За укрепление боевого содружества» (Министерство обороны Российской Федерации, 2018)[94].
- Знак отличия «За верность космосу» (ГК «Роскосмос», № 001, 2017)[95]

### Иностранные награды
- Медаль «Золотая Звезда» Героя Социалистического Труда ЧССР и орден Клемента Готвальда (август 1963);
- медаль «Золотая Звезда» Героя Социалистического Труда НРБ и орден Георгия Димитрова (9 сентября 1963);
- орден Карла Маркса и медаль Беккера (октябрь 1963, ГДР);
- Крест Грюнвальда I степени (октябрь 1963, ПНР);
- Орден Тришакти Патта I степени (ноябрь 1963, Непал);
- Орден Звезды Республики Индонезия II степени (ноябрь 1963);
- Орден Вольты (январь 1964, Гана);
- Орден Государственного Знамени ВНР (апрель 1965);
- медаль «Золотой Соёмб» Героя труда МНР и орден Сухэ-Батора (май 1965, МНР);
- Орден Культуры 1 степени (август 1969, Афганистан);
- Большая лента ордена Звезды Иордании (декабрь 1969, Иордания);
- Орден «За гражданские заслуги» (Сирия);
- Орден «Ожерелье Нила» (январь 1971, ОАР);
- Медаль «Золотая Звезда» Героя Труда Вьетнама (октябрь 1971);
- Орден Бернардо О’Хиггинса и Золотой знак ВВС (март 1972, Чили);
- Орден Югославского флага 1 степени (ноябрь 1972);
- Орден «За достижения в науке» (17 ноября 1973, СРР);
- Орден Солнца (1974, Перу);
- орден Плайя-Хирон и орден «Ана Бетанкур» (1974, Куба);
- Медаль «За укрепление братства по оружию» (1976, НРБ);
- Орден Большой Звезды Почета, (1981, Эфиопия)
- Орден Дружбы (1997, Лаос)[96];
- Орден князя Бранимира с большой лентой (17 февраля 2003, Хорватия)[97].
- Медаль «Дружба» (2012, Куба)[98].
- Заслуженный мастер спорта ГДР (1963)[99].

### Награды научных, общественных и религиозных организаций

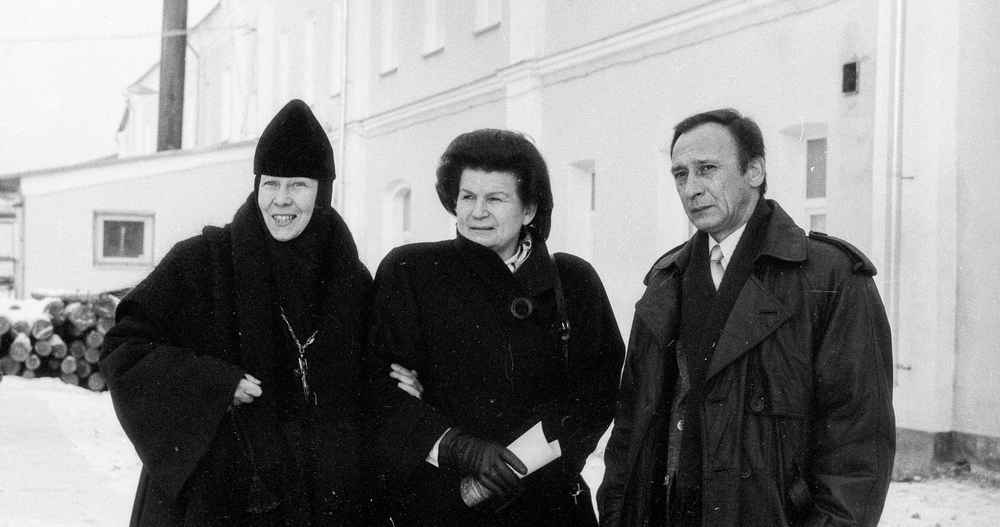
В благотворительной поездке по Ярославской области, 1999 г.

- Золотая медаль имени К. Э. Циолковского АН СССР;
- Золотая медаль Британского общества межпланетных сообщений «За успехи в освоении космоса» (февраль 1964, Великобритания);
- Золотая медаль «Космос» (ФАИ);
- Премия Галамбера по астронавтике;
- Золотая медаль Мира имени Жолио-Кюри (1964, Франция);
- Орден «Роза ветров» Международного комитета по аэронавтике и космическим полётам;
- «Золотая мимоза» итальянского Союза женщин (1963);
- Знак ЦК ВЛКСМ «За активную работу в комсомоле» (1963);
- Золотая медаль ВДНХ (28 июня 1963);
- Почётный знак ДОСААФ СССР (1 июля 1963);
- Премия общественного признания достижений женщин «Олимпия» (2003)[100];
- Национальная премия «Россиянин года» в номинации «Легенда России» (2004)[100];
- Кольцо Почёта Эдуарда Рейна (2007);
- Орден преподобного Серафима Саровского II степени (РПЦ; 2007)[101];
- Орден преподобной Евфросинии, великой княгини Московской II степени (РПЦ; 2008);
- Орден Славы и Чести I степени (РПЦ; 6 марта 2012)[102];
- Почётный профессор МГУ (2013)[103];
- Императорский орден Святой Великомученицы Анастасии (12 июля 2013 года, Российский императорский дом)[104];
- Национальная премия «Имперская культура» имени Эдуарда Володина (2015) в номинации «События. Подвиги. Люди» за верность долгу и служение Отечеству;
- Медаль «МПА СНГ. 25 лет» (Межпарламентская ассамблея СНГ, 27 марта 2017 года) — за заслуги в деле развития и укрепления парламентаризма, за вклад в развитие и совершенствование правовых основ функционирования Содружества Независимых Государств, укрепление международных связей и межпарламентского сотрудничества[105];
- Орден преподобной Евфросинии, великой княгини Московской I степени (РПЦ; 6 марта 2017 года)[106];
- Патриарший знак храмоздателя (РПЦ; 2018 год)[107].
- Золотая медаль Югской иконы Божией Матери (Рыбинская епархия РПЦ; 2024 год)[108].

### Почётный гражданин городов
Калуга, Ярославль, Владикавказ, Алагир, Щёлково (Россия), Караганда, Байконур (до 1995 — Ленинск, Казахстан, 1977), Гюмри (до 1990 — Ленинакан, Армения, 1965), Витебск (Белоруссия, 1975), Монтрё (Швейцария), Дранси (Франция), Монтгомери (Великобритания), Полицци-Дженероза (Италия), Дархан (Монголия, 1965), София, Бургас, Петрич, Стара-Загора, Плевен, Варна (Болгария, 1963), Братислава (Словакия, 1963), Ческе-Будеёвице (Чехия) (1979—2022).

### Признание

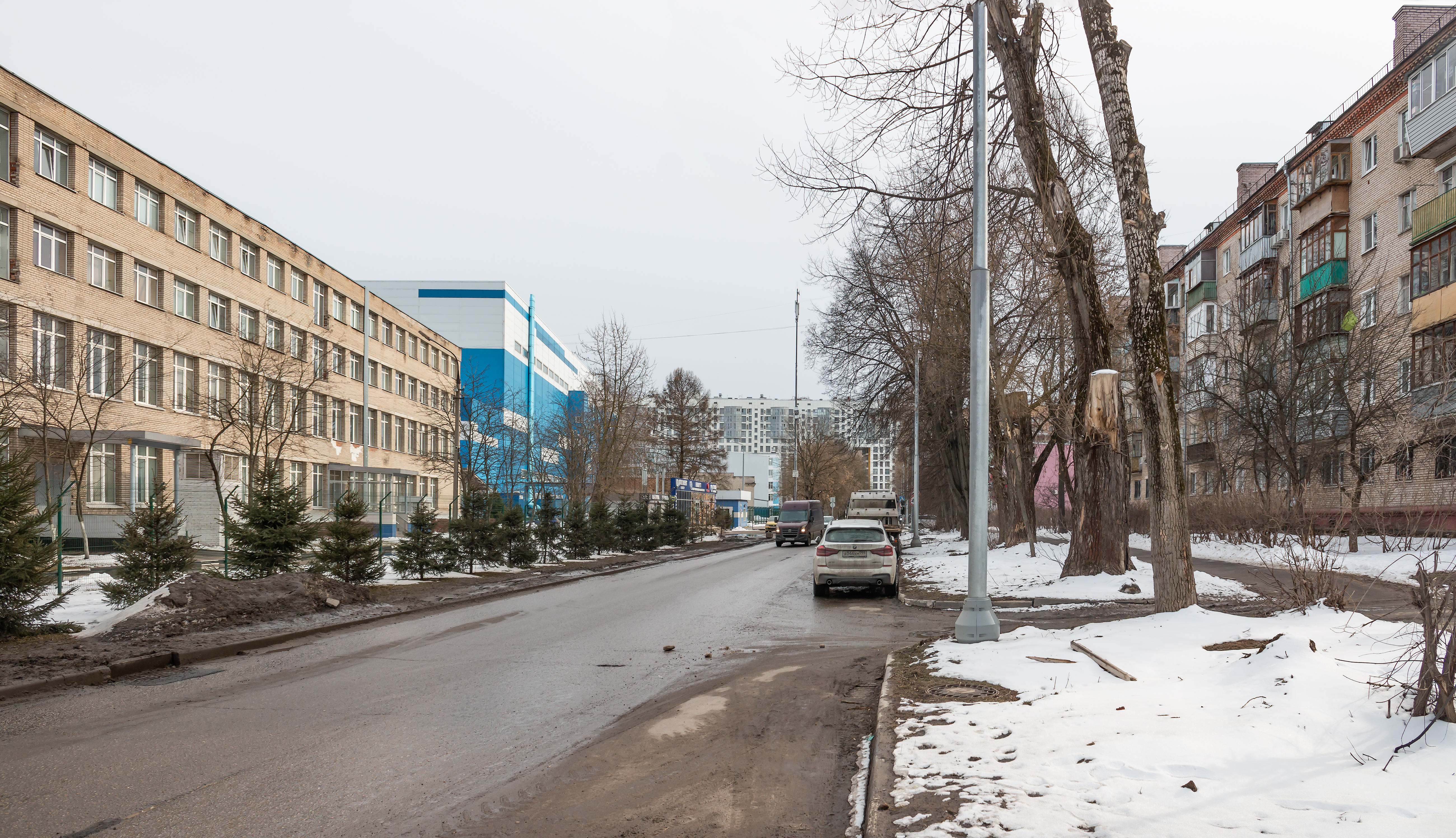
Улица Терешковой в Балашихе

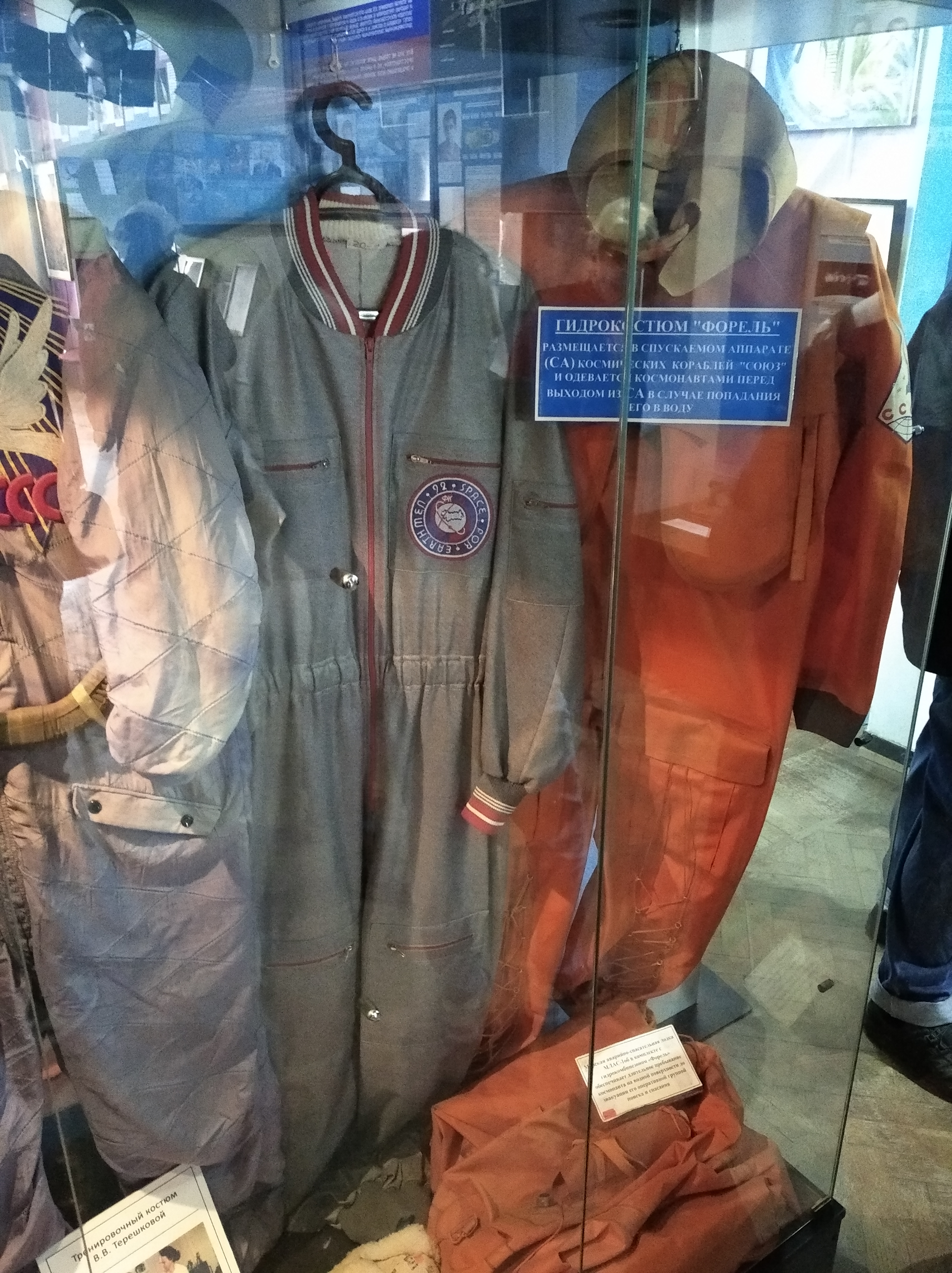
Тренировочный костюм В. В. Терешковой (слева) в музее

Терешковой присвоен титул «Величайшая женщина XX века».
Именем Терешковой названы:
- Кратер на обратной стороне Луне в районе Моря Москвы[110][111];
- Малая планета (1671) Chaika (по её позывному — «Чайка»)[112];
- Оазис Терешковой на Берегу Принца Улафа в Антарктиде (координаты: 67°57′ ю. ш. 44°30′ в. д.HGЯO), отмеченный на карте САЭ в 1962 году и названный в 1965 году или ранее[113];
- В честь В. В. Терешковой назван полуостров Чайка — по её позывному «Чайка» (Карское море, Енисейский залив, название полуострову присвоено в 1963 году)[114];
- Улицы в разных городах, в том числе в Александрове, Балахне, Балашихе, Витебске, Владивостоке, Данкове, Рубцовске, Дзержинске, Гродно, Донецке, Иркутске, Ишимбае, Кемерове, Клине, Королёве, Костроме, Красноярске, в городе Ленкорань в Азербайджане, Липецке, Минеральных Водах, Мытищах, Нижнем Новгороде, Новосибирске, Новочебоксарске, Оренбурге, Пензе, Петропавловске-Камчатском, Улан-Удэ, Ульяновске, Ярославле, Новочеркасске, посёлке Медведево Республики Марий Эл, проспект в Гудермесе, площадь в Твери, набережная в Евпатории;
- Школы в Ярославле (в которой она училась), в Новочебоксарске, в Караганде и в городе Есик (Алма-Атинская область);
- Спортивно-оздоровительный центр в городе Курске (урочище Солянка, 16); Детский спортивный центр оздоровления и отдыха детей и подростков в Калининградской области (в 45 км от Калининграда);
- Музей «Космос» (недалеко от её деревни), Культурно-просветительский центр[115] и библиотека[116] в Ярославле;
- Детский парк в Тракторозаводском районе Челябинска[117];
- Речной пассажирский теплоход «Валентина Терешкова»[118];
- Тепловоз ТЭП70БС-052[119] работающий с экспрессом «Чайка» Ярославль — Рыбинск[120];
- В честь Терешковой названа гостиница «Чайка» в Караганде[121];
- Имя Терешковой носит персонаж Валентина Керман в игре Kerbal Space Program.

Портрет В. В. Терешковой, Парк покорителей космоса им. Юрия Гагарина

Памятники Терешковой установлены: на Аллее космонавтов в Москве, в Баевском районе Алтайского края, на территории которого она приземлилась и в носящем её имя детском парке в Челябинске. Барельеф-портрет Терешковой установлен на Аллее космонавтов в Парке покорителей космоса им. Юрия Гагарина, открытом 9 апреля 2021 года. Планируется также установить памятник на родине Терешковой в Ярославле. Один из памятников установлен в городе Львове, однако в обществе предлагают его снести в рамках закона о декоммунизации. Бывший губернатор Ярославской области Анатолий Лисицын предлагает установить его в Ярославле.
В 1983 году была выпущена памятная монета с изображением Терешковой. Таким образом, Валентина Терешкова стала единственным советским гражданином, чей портрет при жизни был помещён на советскую монету.
В Ярославле проводится ежегодная городская легкоатлетическая эстафета на приз В. В. Терешковой. Ярославский центр военно-патриотического воспитания ДОСААФ носит её имя.
Валентине Терешковой посвящены песни: «Ярославна» (музыка Бориса Мокроусова, стихи Марка Лисянского, исполнители — Виктор Селиванов и Алексей Усманов), «Девушку чайкой зовут» (музыка Александра Долуханяна, стихи Марка Лисянского, исполнитель — Муслим Магомаев), «Валентина» (рум. Valentina, на молдавском языке, музыка Дмитрия Георгицэ, слова Ефима Кримермана, исполнитель — София Ротару, «Валентина» («Валя-твист») (на польском языке, авторы: Ян Яниковский и Влодзимеж Патушиньский, исполнители — вокальный ансамбль «Filipinki»), «Чайка (Валентина)» (музыка Дмитрия Лазарева и Татьяны Гуляевой, стихи Кирилла Савинова, исполнитель — Наталия Иванова).
На стене комбината технических тканей «Красный Перекоп» в Ярославле установлена доска с барельефом и текстом «Первая в мире женщина-космонавт / Терешкова В. В. / работала / на комбинате / „Красный Перекоп“ с 1955 по 1962 год», также имеется надпись «Молодец, Валя!».

#### Почтовые марки
Терешковой посвящены почтовые марки выпуска разных стран:

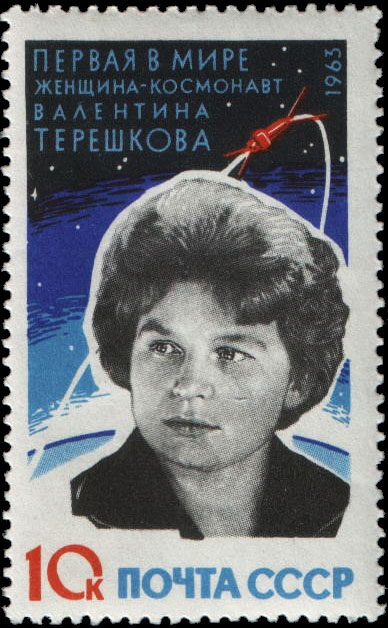
Почтовая марка СССР работы Лесегри, 1963 год
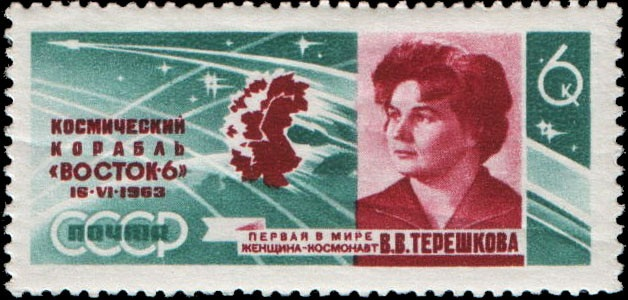
Почтовая марка СССР, 1963 год
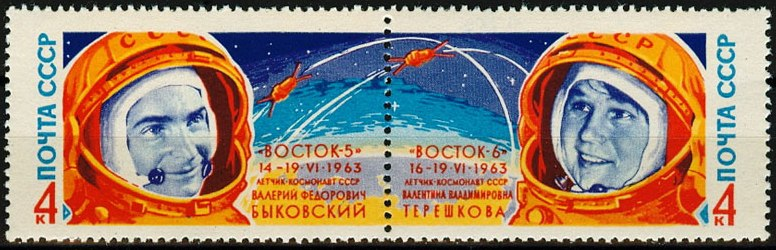
Сцепка почтовых марок СССР, 1963 год
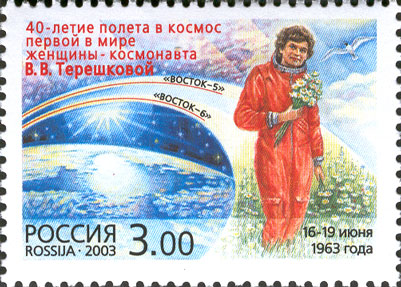
Почтовая марка России, 2003 год
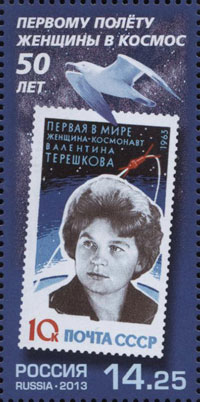
Почтовая марка России, 2013 год
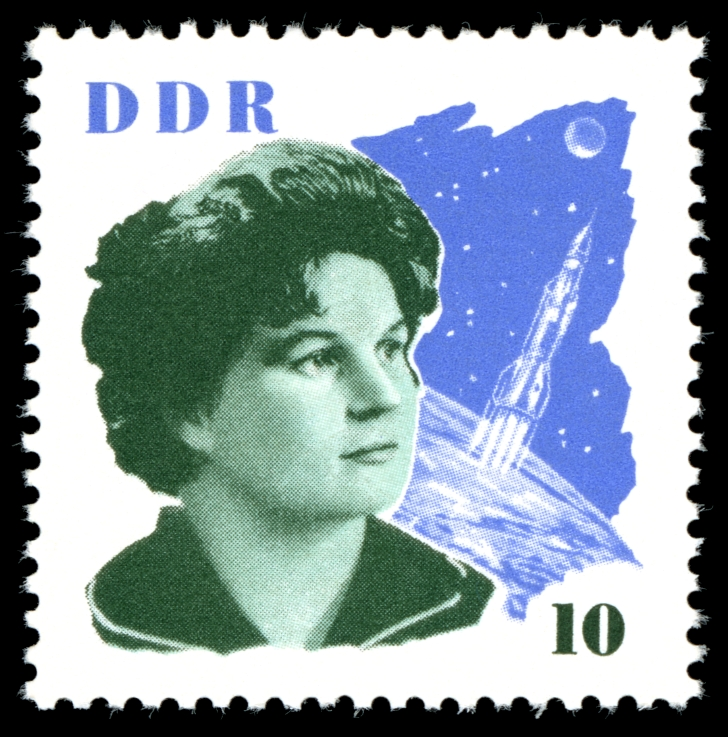
Почтовая марка ГДР, 1963 год
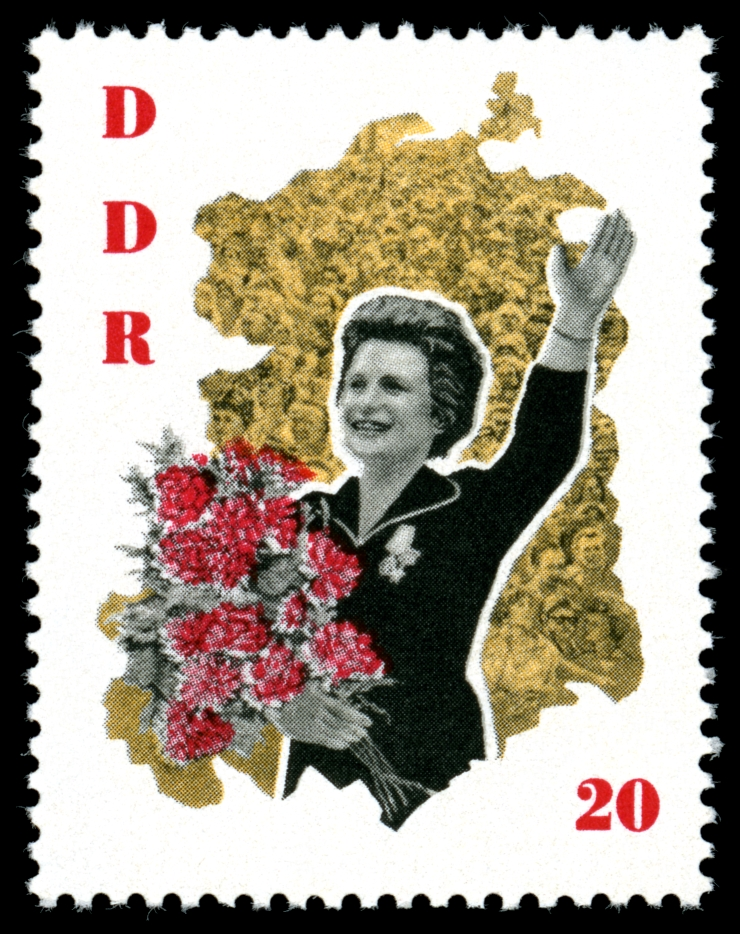
Почтовая марка ГДР, 1963 год
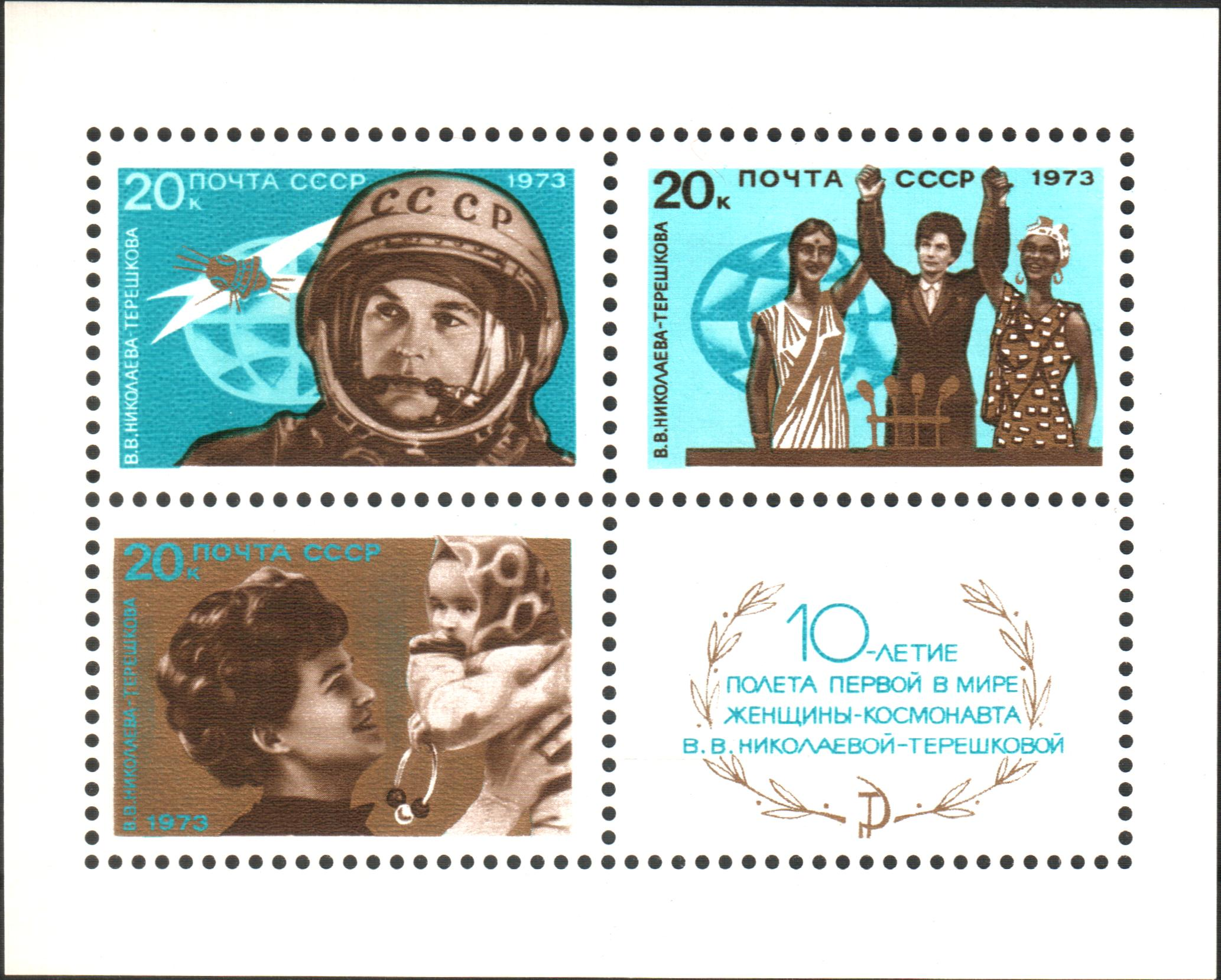
Почтовый блок СССР, 1973 год.
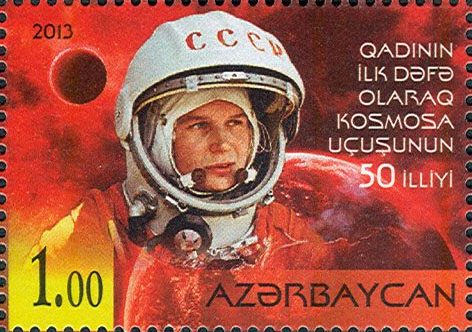
Почтовая марка Азербайджана, 2013 год

Монеты

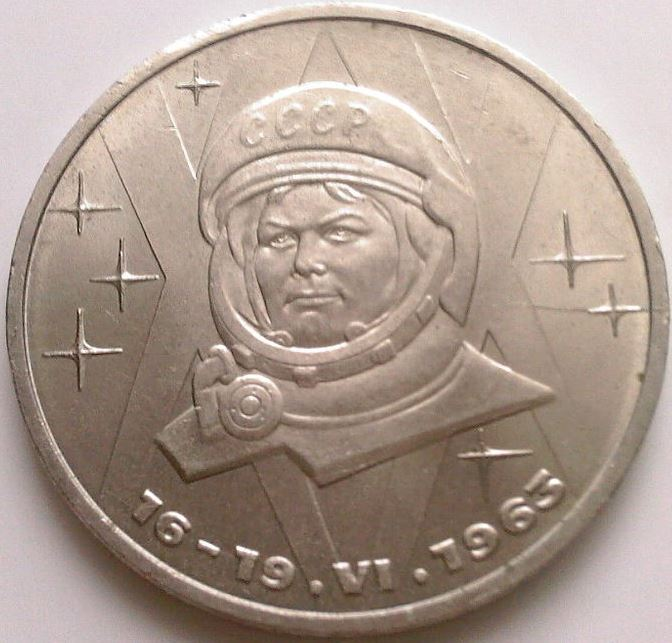
Памятная медно-никелевая монета 1 рубль СССР, выпущенная в 1983 году в честь 20-летия со дня полёта первой женщины-космонавта Валентины Терешковой
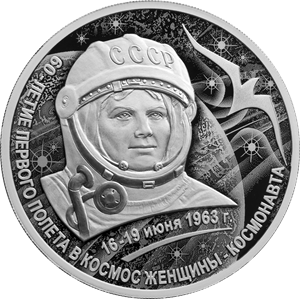
60-летие первого полета в космос женщины-космонавта 16-19 июня 1963 года (В. В. Терешкова)